# ويلر بيك
ويلر بيك هو أعلى جبل في سلسلة سنيك وفي مقاطعة وايت باين في نيفادا، الولايات المتحدة. يبلغ ارتفاع القمة 13,065 قدم (3,982 متر) مما يجعله ثاني أعلى قمة في نيفادا، خلف بونداري بيك. بفارق بروز توبوجرافي يبلغ 7,563 قدم (2,305 متر)، يعتبر جبل ويلر بيك القمة الأكثر بروزًا توبوغرافيًا في مقاطعة وايت باين والثاني في نيفادا بعد جبل تشارلستون. يقع الجبل في حديقة الواحة الكبرى الوطنية وسُمي باسم جورج ويلر، زعيم مسح ويلر في أواخر القرن التاسع عشر.

## خصائص
يتمتع جبل ويلر بملامح بارزة تشمل جدارًا رأسيًا فوق حلقة كبيرة من الجليد، وتلالًا كبيرة ونهر جليدي نشط. يغطي الثلج العميق قمة الجبل معظم أيام السنة. هناك طريق معبدة تمتد من مركز زوار حديقة الحوض الكبير الوطنية إلى عدة مناطق للتخييم الصغيرة، الأعلى منها على مسافة تزيد على منتصف الطريق إلى القمة. يعود براعة الجبل إلى خط الكسر الفاصل العميق في العصر الأميوسي الذي جلب صخر الكوارتزيت من العصر الكامبري إلى قمة الجبل.
أما بالنسبة لـ "دوسو دويابي"، فيقع على بعد حوالي ميل شرقًا من ويلر ويبلغ ارتفاعه 12,775 قدم (3,894 متر) مع بروز يبلغ 138 مترًا (453 قدمًا). في عامي 1854-1855، قام العقيد إدوارد ستيبتو بتسمية ما هو الآن جبل ويلر تكريمًا لجيفرسون ديفيس. وكان ديفيس في تلك الفترة يشغل منصب وزير الحرب في حكومة الولايات المتحدة. وفي عام 1869، خلال مسح ويلر، تم اقتراح أن يتم تسمية القمة باسم جورج ويلر. ويقول ويلر إن الفكرة تم التخلي عنها عندما تبين أن جيمس سيمبسون قد اقترح في عام 1859 تسمية القمة بـ "الاتحاد"، على الرغم من أن اسم ويلر تم استخدامه في وقت لاحق للقمة الرئيسية. في يناير 2019، وافقت لجنة أسماء الأماكن الجغرافية في ولاية نيفادا على تغيير اسم جيف ديفيس بيك إلى "دوسو دويابي"، الذي يعني الجبل الأبيض باللغة الشوشونية؛ وفي وقت لاحق من تلك السنة، تم الموافقة على التغيير من قبل لجنة الولايات المتحدة لأسماء الأماكن الجغرافية.

## المناخ
| البيانات المناخية لـويلر بيك NV 38.9842 شمالاً، 114.3193 غربًا، الارتفاع: 12,405 قدم (3,781 م) (المعدل الطبيعي لعام 1991–2020) | البيانات المناخية لـويلر بيك NV 38.9842 شمالاً، 114.3193 غربًا، الارتفاع: 12,405 قدم (3,781 م) (المعدل الطبيعي لعام 1991–2020) | البيانات المناخية لـويلر بيك NV 38.9842 شمالاً، 114.3193 غربًا، الارتفاع: 12,405 قدم (3,781 م) (المعدل الطبيعي لعام 1991–2020) | البيانات المناخية لـويلر بيك NV 38.9842 شمالاً، 114.3193 غربًا، الارتفاع: 12,405 قدم (3,781 م) (المعدل الطبيعي لعام 1991–2020) | البيانات المناخية لـويلر بيك NV 38.9842 شمالاً، 114.3193 غربًا، الارتفاع: 12,405 قدم (3,781 م) (المعدل الطبيعي لعام 1991–2020) | البيانات المناخية لـويلر بيك NV 38.9842 شمالاً، 114.3193 غربًا، الارتفاع: 12,405 قدم (3,781 م) (المعدل الطبيعي لعام 1991–2020) | البيانات المناخية لـويلر بيك NV 38.9842 شمالاً، 114.3193 غربًا، الارتفاع: 12,405 قدم (3,781 م) (المعدل الطبيعي لعام 1991–2020) | البيانات المناخية لـويلر بيك NV 38.9842 شمالاً، 114.3193 غربًا، الارتفاع: 12,405 قدم (3,781 م) (المعدل الطبيعي لعام 1991–2020) | البيانات المناخية لـويلر بيك NV 38.9842 شمالاً، 114.3193 غربًا، الارتفاع: 12,405 قدم (3,781 م) (المعدل الطبيعي لعام 1991–2020) | البيانات المناخية لـويلر بيك NV 38.9842 شمالاً، 114.3193 غربًا، الارتفاع: 12,405 قدم (3,781 م) (المعدل الطبيعي لعام 1991–2020) | البيانات المناخية لـويلر بيك NV 38.9842 شمالاً، 114.3193 غربًا، الارتفاع: 12,405 قدم (3,781 م) (المعدل الطبيعي لعام 1991–2020) | البيانات المناخية لـويلر بيك NV 38.9842 شمالاً، 114.3193 غربًا، الارتفاع: 12,405 قدم (3,781 م) (المعدل الطبيعي لعام 1991–2020) | البيانات المناخية لـويلر بيك NV 38.9842 شمالاً، 114.3193 غربًا، الارتفاع: 12,405 قدم (3,781 م) (المعدل الطبيعي لعام 1991–2020) | البيانات المناخية لـويلر بيك NV 38.9842 شمالاً، 114.3193 غربًا، الارتفاع: 12,405 قدم (3,781 م) (المعدل الطبيعي لعام 1991–2020) |
| الشهر | يناير | فبراير | مارس | أبريل | مايو | يونيو | يوليو | أغسطس | سبتمبر | أكتوبر | نوفمبر | ديسمبر | المعدل السنوي |
| --- | --- | --- | --- | --- | --- | --- | --- | --- | --- | --- | --- | --- | --- |
| متوسط درجة الحرارة الكبرى °ف (°م)                                                                                            | 25.3 (−3.7) | 23.7 (−4.6) | 28.1 (−2.2) | 33.2 (0.7) | 42.0 (5.6) | 53.4 (11.9) | 61.6 (16.4) | 60.2 (15.7) | 52.7 (11.5) | 41.9 (5.5) | 31.8 (−0.1) | 24.6 (−4.1) | 39.9 (4.4) |
| المتوسط اليومي °ف (°م) | 16.7 (−8.5) | 15.1 (−9.4) | 18.6 (−7.4) | 22.7 (−5.2) | 29.9 (−1.2) | 40.4 (4.7) | 48.6 (9.2) | 47.4 (8.6) | 40.9 (4.9) | 31.9 (−0.1) | 23.5 (−4.7) | 16.8 (−8.4) | 29.4 (−1.5) |
| متوسط درجة الحرارة الصغرى °ف (°م)                                                                                            | 8.2 (−13.2) | 6.5 (−14.2) | 9.0 (−12.8) | 12.2 (−11.0) | 17.9 (−7.8) | 27.3 (−2.6) | 35.6 (2.0) | 34.5 (1.4) | 29.2 (−1.6) | 21.9 (−5.6) | 15.2 (−9.3) | 9.0 (−12.8) | 18.9 (−7.3) |
| الهطول إنش (مم) | 4.30 (109) | 4.69 (119) | 4.39 (112) | 4.82 (122) | 3.62 (92) | 1.67 (42) | 1.77 (45) | 1.98 (50) | 2.13 (54) | 3.02 (77) | 2.98 (76) | 3.89 (99) | 39.26 (997) |
| المصدر: مجموعة بريزم للمناخ                                                                                                  | | | | | | | | | | | | | |